# Klosterdorf (Scheinfeld)
Klosterdorf (fränkisch: Glohschdadorf)  ist ein Gemeindeteil der Stadt Scheinfeld im Landkreis Neustadt an der Aisch-Bad Windsheim (Mittelfranken, Bayern). Klosterdorf liegt teils in der Gemarkung Schwarzenberg, teils in der Gemarkung Scheinfeld.

## Lage
Das Pfarrdorf bildet mit Scheinfeld im Südwesten eine geschlossene Siedlung. Der Klostergraben (im Mittellauf Kaltgraben und im Unterlauf Nutzgraben genannt), ein linker Zufluss des Laimbachs, fließt östlich am Ort vorbei und speist die Fischhausweiher. Die Staatsstraße 2261 führt nach Schwarzenberg (0,5 km westlich) bzw. nach Einsiedelei (2,6 km nördlich).

## Geschichte
Der Ort wurde mit der Errichtung einer Gnadenkapelle Maria-Hilf im Jahr 1670 als „Kapellendorf“ erstmals urkundlich erwähnt, er dürfte aber wesentlich älter sein. Mit der Errichtung des Franziskanerklosters im Jahr 1700 wurde der Ort fortan „Klosterdorf“ genannt. Mit dem Gemeindeedikt (frühes 19. Jahrhundert) wurde Klosterdorf dem Steuerdistrikt Scheinfeld und der Ruralgemeinde Thierberg zugeordnet. Vor 1871 wurde Klosterdorf nach Scheinfeld eingemeindet.

### Baudenkmäler
In Klosterdorf gibt es drei Baudenkmäler:
- Haus Nr. 1: Franziskaner-Minoriten-Kloster mit Klosterkirche und Gnadenkapelle
- Haus Nr. 18: Wohnhaus
- Brücke über den Kaltbach

ehemaliges Baudenkmal
- Haus Nr. 10: sogenanntes „Kapellenwirtshaus“; laut Auskunft ehemals im Türsturz bezeichnet 1663; Umbau 1967; zweigeschossiger verputzter Bruchsteinbau von fünf zu zwei Achsen, mit Satteldach; tiefer tonnengewölbter Keller über L-förmigen Grundriss, mit meterdicken Mauern. diente ehemals der Versorgung der Wallfahrer zum wundertätigen Marienbild in der Gnadenkapelle bei Kloster Schwarzenberg[13]

### Einwohnerentwicklung
| Jahr      | 001818 | 001840 | 001861 | 001871 | 001885 | 001900 | 001925 | 001950 | 001961 | 001970 | 001987 | 002014 |
| Einwohner | 82     | 47     | 92     | 105    | 108    | 96     | 123    | 205    | 181    | 208    | 196    | 199    |
| Häuser    | 16     | 9      |        |        | 22     | 22     | 29     | 35     | 40     |        | 66     |        |
| Quelle    | [ 8 ]  | [ 15 ] | [ 16 ] | [ 10 ] | [ 17 ] | [ 18 ] | [ 19 ] | [ 20 ] | [ 21 ] | [ 22 ] | [ 23 ] | [ 1 ]  |

## Religion
Klosterdorf ist römisch-katholisch geprägt und bis heute nach Mariä Himmelfahrt (Scheinfeld) gepfarrt.